# 飯田豊
飯田 豊（いいだ ゆたか、1979年 - ）は、メディア論、メディア技術史、文化社会学などを専門とする日本の社会学者、立命館大学産業社会学部教授。

## 経歴
広島県生まれ。
東京大学工学部機械情報工学科に学び、ロボット研究に携わる傍ら、サークル活動はBillboard研究会に参加して、洋楽に数多く触れた。
2001年に工学部を卒業し、メディア論に進路を転じて、大学院学際情報学府学際情報学専攻に進み、修士（学際情報学）を取得し、さらに博士課程に進んで2010年まで在籍した。
この間、2007年に福山大学人間文化学部メディア情報文化学科講師となり、2012年には立命館大学産業社会学部准教授に転じ、2022年に教授へ昇任した。
立命館大学では、大学院社会学研究科のほか、衣笠総合研究機構クリエイティブ・メディア研究センター、総合科学技術研究機構先端ロボティクス研究センターも兼任している。

## おもな著書

### 単著
- テレビが見世物だったころ ―初期テレビジョンの考古学、青弓社、2016年
- メディア論の地層 ―1970大阪万博から2020東京五輪まで、勁草書房、2020年
- こころをよむ メディアの歴史から未来をよむ、NHK出版、2024年

### 編著
- メディア技術史 ―デジタル社会の系譜と行方、北樹出版、2013年
  - メディア技術史 ―デジタル社会の系譜と行方［改訂版］、北樹出版、2017年

### 共著
- （斎藤環、都築響一、椹木野衣、増田聡、石岡良治、卯城竜太、櫛野展正、津口在五との共著）ヤンキー人類学 ―突破者たちの「アート」と表現、フィルムアート社、2014年
- （水越伸、劉雪雁との共著）メディア論、放送大学教育振興会、2018年
  - （水越伸、劉雪雁との共著）新版 メディア論、放送大学教育振興会、2022年
- （永田大輔、近藤和都、溝尻真也との共著）ビデオのメディア論、青弓社、2022年

### 共編著
- （立石祥子との共編著）現代メディア・イベント論 ―パブリック・ビューイングからゲーム実況まで、勁草書房、2017年
- （高野光平、加島卓との共編著）現代文化への社会学 ―90年代と「いま」を比較する、北樹出版、2018年
- （神野由紀、辻泉との共編著）趣味とジェンダー ―〈手づくり〉と〈自作〉の近代、青弓社、2019年